# Psychilis krugii
Psychilis krugii är en orkidéart som först beskrevs av Domingo Bello y Espinosa, och fick sitt nu gällande namn av Ruben Primitivo Sauleda. Psychilis krugii ingår i släktet Psychilis och familjen orkidéer. Inga underarter finns listade i Catalogue of Life.